# Egvad Sogn (Aabenraa Kommune)
55°04′N 9°16′Ø / 55.067°N 9.267°Ø
 For alternative betydninger, se Egvad Sogn. (Se også artikler, som begynder med Egvad Sogn)
Egvad Sogn er et sogn i Aabenraa Provsti (Haderslev Stift).
Egvad Sogn hørte til Sønder Rangstrup Herred i Aabenraa Amt. Egvad sognekommune blev ved kommunalreformen i 1970 indlemmet i Rødekro Kommune, der ved strukturreformen i 2007 indgik i Aabenraa Kommune.
I Egvad Sogn ligger Egvad Kirke. Den ligger ikke i en landsby, men mellem Hønkys og Nørre Hostrup. Landsbyen Egvad blev nemlig ødelagt under Erik af Pommerns krig mod holstenerne i begyndelsen af 1400-tallet. Egvad Sogn blev anneks til Hellevad Sogn.
I sognet findes følgende autoriserede stednavne:
- Horsbyg (bebyggelse, ejerlav)
- Horsbyg Gårde (bebyggelse)
- Horsbyg Mose (bebyggelse)
- Horsbyg Nørremark (bebyggelse)
- Hønkys (bebyggelse, ejerlav)
- Kådnermark (bebyggelse)
- Nykro (bebyggelse)
- Nørre Hostrup (bebyggelse, ejerlav)
- Under Bjergene (bebyggelse)
- Øbening (bebyggelse, ejerlav)

## Afstemningsresultat
Folkeafstemningen ved Genforeningen i 1920 gav i Egvad Sogn 348 stemmer for Danmark, 31 for Tyskland. Af vælgerne var 54 tilrejst fra Danmark, 17 fra Tyskland. 